# Stor-Bergtjärnen, Jämtland
Stor-Bergtjärnen är en sjö i Strömsunds kommun i Jämtland och ingår i Ångermanälvens huvudavrinningsområde. Sjön har en area på 0,0499 kvadratkilometer och ligger 711,7 meter över havet.

## Delavrinningsområde
Stor-Bergtjärnen ingår i det delavrinningsområde (715435-143341) som SMHI kallar för Namn saknas. Medelhöjden är 723 meter över havet och ytan är 2,98 kvadratkilometer. Det finns ett avrinningsområde uppströms, och räknas det in blir den ackumulerade arean 5,01 kvadratkilometer. Storvattenån som avvattnar avrinningsområdet har biflödesordning 3, vilket innebär att vattnet flödar genom totalt 3 vattendrag innan det når havet efter 300 kilometer. Avrinningsområdet består mestadels av skog (74 procent) och kalfjäll (21 procent). Avrinningsområdet har 0,15 kvadratkilometer vattenytor vilket ger det en sjöprocent på 5,1 procent.